# Adel Kolahkaj
Adel Kolahkaj (persa: عادل کلاهکج) n. 21 de febrero de 1985 en Ramhormoz, Irán) es un futbolista profesional iraní. Actualmente juega para el Sepahan FC.

## Trayectoria
Comenzó su carrera en Foolad FC y ganó la liga con el equipo y jugó en la Liga de Campeones de la AFC en 2006. Se trasladó al Saba Battery FC. Luego fue transferido al Persépolis FC en junio de 2009. Más adelante se unió al Mes Kerman FC y finalmente al Sepahan FC desde 2012.

## Clubes
| Club            | País | Año       |
| --------------- | ---- | --------- |
| Foolad FC       | Irán | 2003-2007 |
| Saba Battery FC | Irán | 2007-2009 |
| Persépolis FC   | Irán | 2009-2010 |
| Mes Kerman FC   | Irán | 2010-2012 |
| Sepahan FC      | Irán | 2012-     |